# Alex Moroder
Alex Moroder (Ortisei, 13 maggio 1923 – Ortisei, 11 novembre 2006) è stato un attivista italiano.

## Biografia
Era figlio dello scultore Ludwig Moroder e di Adele Moroder. Non avendo i suoi genitori optato nel 1939 per la Germania, fu arruolato nell'esercito italiano con gli Alpini. Nel settembre 1943 fu deportato nei campi di prigionia tedeschi, prima in Pomerania quindi in Carinzia, dove lavorò in infermeria e come interprete.
Sposò Paola Grossrubatscher nel 1945 ed ebbe cinque figli Ulrike, Wolfgang, Egon, Ruth e Stefan.. Morì in seguito alle complicanze remote dell'epatite contratta nei campi di prigionia.

## Attività
Alex Moroder si prodigò per la conservazione e la diffusione della cultura e della lingua ladina, impegnandosi attivamente come fondatore o socio delle seguenti associazioni:
- Union di Ladins de Gherdëina  (1951-2006)
- Segretario dell'Union Generela di Ladins dla Dolomites (1975-1987)
- Amministratore del giornale La Usc di Ladins, settimanale dei ladini delle Dolomiti  (1974-1994)
- Radio Ladin de Gherdëina (1955-1997)
- Museum de Gherdëina, fondatore con Robert Moroder presidente, Hermann Moroder-Jumbierch, Heinrich Moroder-Doss Raimund Mureda, Luis Piazza e Vigil Prugger. (1958-2006)
- Compagnia di Teatro ladino di Ortisei

Inoltre fu socio fondatore e collaboratore per molti anni delle seguenti associazioni:
- Coro Parrocchiale di Ortisei  (1941-2006)
- Club Alpino Italiano-Alpenverein Südtirol Sezione Val Gardena, socio fondatore con Hans Sanoner, Batista Vinatzer, Flavio Pancheri, Norbert Mussner, Heinrich Moroder-Doss e Bruno Moroder
- Associazione per il mantenimento dei costumi tipici gardenesi (1956-1968)
- Patronato scolastico, presidente dal 1965 al 1985

## Scritti e opere varie
- Lecurdanzes de l'ultima gran Viëra, Calënder de Gherdëina, Union di Ladins de Gherdëina, Ortisei, Anno 1985, pag. 60. (ladino).
- L fanatism fej uni vierces – il fanatismo acceca - Intervista con Ingrid Runggaldier, Allegato: Usc di Ladins, Ortisei 2006. (ladino).[3]
- Fu principale artefice con Edgar Moroder dello studio genealogico sulla famiglia Moroder.[4]

### Radio Ladin
Assieme a Bruno Moroder fondò nel 1955  Radio Ladin de Gherdëina, con lo scopo di produrre trasmissioni culturali e notiziari radiofonici in lingua ladina che venivano trasmessi dalla RAI.
Il Museo della Val Gardena custodisce una raccolta di oltre 500 bobine di nastri magnetici registrati nell'ambito di questa attività e che costituiscono un patrimonio documentale unico in Alto Adige. L'Archivio Radio Ladin Alex Moroder è stato digitalizzato ed è accessibile tramite la Mediateca della Provincia autonoma di Bolzano.

## Onorificenze
- Anello d'oro del Comune di Ortisei, il 7 dicembre 1991
- Medaglia di merito dello Stato del Tirolo a Innsbruck, il 15 agosto 1999